# خانلارکند
خانلارکند (به ترکی آذربایجانی: Xanlarkənd) یک منطقهٔ مسکونی در جمهوری آذربایجان است که در شهرستان ساعتلی واقع شده‌است. خانلارکند ۲٬۳۴۷ نفر جمعیت دارد.